# Pittsburg (Kalifornija)
Pittsburg je grad u američkoj saveznoj državi Kalifornija. Prema popisu stanovništva iz 2010. u njemu je živjelo 63.264 stanovnika.